# Huzityaku Hyôgen
Huzityaku Hyôgen (japanisch 不時着氷原, Hepburn: Fujichaku Hyōgen ‚Notlandungseisfeld‘) ist ein Gletscherfeld im ostantarktischen Königin-Maud-Land. Es liegt im nordwestlichen Teil der Belgica Mountains.
Japanische Wissenschaftler erstellten 1976 Luftaufnahmen und nahmen zwischen 1979 und 1980 Vermessungen vor. Sie benannten es 1981 nach der hier von einem belgischen Expeditionsflugzeug vorgenommenen Notlandung.